# Stanley Kebenei
Stanley Kebenei (ur. 6 listopada 1989) – amerykański lekkoatleta kenijskiego pochodzenia, specjalizujący się w biegach długich. 
W 2015 zdobył srebrny medal czempionatu strefy NACAC w biegu na 3000 metrów z przeszkodami.
Stawał na najwyższym stopniu podium mistrzostw Stanów Zjednoczonych oraz zdobywał medale czempionatu NCAA.
Rekord życiowy w biegu na 3000 metrów z przeszkodami: 8:08,30 (21 lipca 2017, Monako).

## Osiągnięcia
| Rok  | Impreza                                   | Miejsce  | Konkurencja                   | Lokata      | Wynik   |
| ---- | ----------------------------------------- | -------- | ----------------------------- | ----------- | ------- |
| 2015 | Mistrzostwa NACAC                         | San José | bieg na 3000 m z przeszkodami | 2. miejsce  | 8:52,82 |
| 2017 | Mistrzostwa świata w biegach przełajowych | Kampala  | bieg seniorów                 | 26. miejsce | 30:03   |
| 2019 | Mistrzostwa świata                        | Doha     | bieg na 3000 m z przeszkodami | 10. miejsce | 8:11,15 |